# Javier de Viana
Javier de Viana (Canelones, 5 de agosto de 1868 — La Paz, 5 de outubro de 1926) foi um escritor e político uruguaio.